# Cantón de Crest-Norte
El cantón de Crest-Norte era una división administrativa francesa, que estaba situada en el departamento de Drôme y la región de Ródano-Alpes.

## Composición
El cantón estaba formado catorce comunas, más una fracción de la comuna que le daba su nombre:
- Allex
- Aouste-sur-Sye
- Beaufort-sur-Gervanne
- Cobonne
- Crest (fracción)
- Eurre
- Gigors-et-Lozeron
- Mirabel-et-Blacons
- Montclar-sur-Gervanne
- Montoison
- Omblèze
- Ourches
- Plan-de-Baix
- Suze
- Vaunaveys-la-Rochette

## Supresión del cantón de Crest-Norte
En aplicación del Decreto nº 2014-191 de 20 de febrero de 2014, el cantón de Crest-Norte fue suprimido el 22 de marzo de 2015 y sus 15 comunas pasaron a formar parte; trece del nuevo cantón de Crest y dos del nuevo cantón de Loriol-sur-Drôme.